# 日本キリスト召団
日本キリスト召団は、小池辰雄 (1904-1996) によって提唱された日本に独特のキリスト教信仰のあり方。プロテスタントキリスト教の流れに分類されることが多い。

## 教義
- 聖霊のバプテスマ
- 洗礼
- 聖餐
- 異言